# Gömü, Emirdağ
Gömü là một thị trấn thuộc huyện Emirdağ, tỉnh Afyonkarahisar, Thổ Nhĩ Kỳ. Dân số thời điểm năm 2011 là 1.918 người.